# Doctorado en Derecho en Chile
El doctorado en derecho en Chile es el máximo grado académico que puede alcanzar un licenciado en ciencias jurídicas.

## Regulación
La Ley de Universidades reconoce que este grado se confiere al alumno que ha obtenido un grado de licenciado o magíster en la respectiva disciplina y que ha aprobado un programa superior de estudios y de investigación, y acredita que quien lo posee tiene capacidad y conocimientos necesarios para efectuar investigaciones originales.
En todo caso, además de la aprobación de cursos u otras actividades similares, un programa de doctorado debe contemplar necesariamente la elaboración, defensa y aprobación de una tesis, consistente en una investigación original, desarrollada en forma autónoma y que signifique una contribución a la disciplina.

## Universidades chilenas acreditadas
Según la Comisión Nacional de Acreditación, solo 11 Universidades chilenas están acreditadas para impartir el programa de doctorado en Derecho:
- Pontificia Universidad Católica de Chile
- Pontificia Universidad Católica de Valparaíso
- Universidad de Chile
- Universidad de Los Andes
- Universidad de Valparaíso
- Universidad Diego Portales
- Universidad Autónoma de Chile
- Universidad de Talca
- Universidad Austral de Chile
- Universidad Central de Chile
- Universidad Alberto Hurtado

## Historia
El año 2002 la Universidad de Chile, la Pontificia Universidad Católica de Chile y la Universidad de Los Andes, fueron las primeras en iniciar el programa de doctorado en Chile. El año 2004 haría lo propio la Pontificia Universidad Católica de Valparaíso.
Los doctores en Derecho anteriores al año 2002 obtuvieron este grado académico en el extranjero. A partir de la segunda mitad del siglo XX, solo un puñado de juristas chilenos concurren a Universidades extranjeras, la mayoría españolas, a iniciar sus estudios de doctorado, como Máximo Pacheco Gómez (1950), Luis Ortiz Quiroga (1960), Juan Bustos (1965), Francisco Samper (1965), Pedro Pierry Arrau (1968), Jorge López Santa María (1968), Eduardo Soto Kloss (1968), Carlos Cerda Fernández (1970), Raúl Bertelsen (1971), Daniel Peñailillo (1971), Alejandro Guzmán Brito (1974), Ricardo Sandoval (1974), Agustín Squella (1976) y José Luis Cea (1977), Enrique Barros (1976). De esta incipiente generación de doctores chilenos han salido importantes tratados y manuales jurídicos. Entre 1980 y 2002, la mayoría de los chilenos llevan a cabo sus doctorados en Derecho en el país ibérico, destacando las Universidades de Navarra, Complutense de Madrid, de Salamanca, Autónoma de Madrid y Carlos III de Madrid. Fuera de ese ámbito, son los casos de José Luis Cea en Míchigan, Eduardo Soto y Jorge López en París y Enrique Barros en Múnich. A partir del año 2006, con la titulación de la primera generación de abogados con doctorado en Derecho obtenido en Universidades chilenas, ha habido un aumento significativo de ellos, que han aportado en muchas disciplinas, sobre todo en Derecho Civil, Penal y Constitucional, aunque de todas formas su número se reduce a una élite de alrededor de 200 doctores en Derecho chilenos, y la mayoría se dedica al ejercicio de la actividad académica y al campo de la investigación.